# Baia copilului
Baia copilului (sau Baia) este o pictură în ulei pe pânză din 1893 a artistei americane Mary Cassatt. Subiectul și perspectiva aeriană au fost inspirate de blocurile de lemn japoneze. Prezintă demnitate în maternitate și are un stil similar cu cel al lui Degas.
Institutul de Artă din Chicago a achiziționat piesa în 1910. De atunci a devenit una dintre cele mai populare piese din muzeu.

## Descriere
În 1891, Mary Cassatt a creat pictura în ulei cu două personaje, o mamă și un copil mic. Scena se bazează pe baia de zi cu zi a unui copil, moment care este „special prin faptul că nu este special”. Personajul feminin ține copilul ferm și protector cu mâna stângă, în timp ce cealaltă mână spală cu atenție picioarele copilului. Brațul mic și dolofan stâng al copilului se fixează pe coapsa mamei, în timp ce cealaltă mână este fixată ferm pe coapsa sa. Mâna dreaptă a mamei apasă ferm, dar ușor pe picior în cuvă, imitând propria presiune a copilului asupra coapsei. Pentru a indica adâncimea, Cassatt a pictat fețele retrase în spațiu. Traseele de vopsea sunt stratificate și dure, creând linii groase care conturează personajele și ies în evidență în fundalul modelat. Mâna artistului este evidențiată prin asprimea pensulei și poate fi mai bine privită de la distanță.

## Influențe
Cassatt a fost puternic influențată de unii dintre colegii ei impresioniști, în special de Edgar Degas. Primul tablou impresionist care a ajuns în Statele Unite a fost un pastel de Degas în 1875 pe care l-a achiziționat. Cassatt a început să expună împreună cu impresioniștii în 1877, unde a întâlnit alți colegi impresioniști precum Claude Monet și Berthe Morisot. În 1890, a fost impresionată de xilogravurile japoneze de la Academia Beaux-Arts din Paris în timpul expoziției, cu trei ani înainte de a picta Baia copilului. Cassatt a fost atrasă de simplitatea și claritatea designului japonez și de utilizarea abilă a blocurilor de culori. Perspectiva tabloului a fost inspirată din imprimeuri japoneze și de Degas. "Producătorii de imprimare japonezi erau mai interesați de impactul decorativ decât de perspectiva precisă".